# Ligue majeure de baseball 2020
Navigation
2019 2021
La saison 2020 est la 145e saison de l'histoire de la Ligue majeure de baseball (MLB) et la 120e depuis qu'elle est constituée de ses deux composantes, la Ligue américaine et la Ligue nationale.
En raison de la pandémie de Covid-19, elle commence avec quatre mois de retard. Lancée le 23 juillet 2020, son calendrier comporte 60 matchs par équipe, plutôt que les 162 matchs habituellement disputés par chaque club. C'est la saison la plus courte de l'histoire de la ligue.
La saison régulière se termine le 27 septembre 2020 pour faire place au tournoi éliminatoire qui doit mener au couronnement du champion. Un nouveau format de séries éliminatoires est annoncé le 23 juillet après une entente entre la ligue et son syndicat des joueurs. Un nombre record d'équipes, 16 plutôt que 10, participer aux séries éliminatoires à partir du 29 septembre 2020. La Série mondiale 2020, qui est la série finale de la saison, doit débuter le 20 octobre 2020 et se terminerait potentiellement avec un 7e et dernier match qui serait joué le 28 octobre 2020.   

## Changements entraînés par la pandémie
La saison régulière devait initialement commencer le 26 mars 2020 avec 162 matchs par équipe. Cependant, la pandémie de Covid-19 a poussé la Ligue majeure de baseball (MLB) à annoncer le 12 mars 2020 que le reste des camps d'entraînements du printemps étaient annulés et que le début de la saison régulière était reporté d'au moins deux semaines. Le 16 mars 2020, la MLB a annoncé que la saison était reportée indéfiniment, à la suite des recommandations sanitaires en vigueur qui limitaient les événements de plus de 50 personnes. C'est la première fois que les matchs de la MLB étaient suspendus depuis la saison 2001, lorsque la saison a été suspendue pendant plus d'une semaine après les attaques du 11 septembre.
Le 3 juillet 2020, le match des étoiles a été annulé en raison du retard de la saison régulière. Le Dodger Stadium, qui devait accueillir le match, accueillera désormais le match des étoiles de 2022. 
Le 18 juillet 2020, le gouvernement fédéral canadien a refusé la permission aux Blue Jays de Toronto de disputer leurs matchs à domicile au Centre Rogers cette saison avec comme motif que des voyages transfrontaliers répétés des Blue Jays et de leurs adversaires constitueraient un risque majeur en raison du nombre de cas positif à la COVID-19 aux États-Unis par rapport au Canada. Les Blue Jays ont alors choisi de disputer leurs matchs à domicile au Sahlen Field de Buffalo, domicile de leur club affilié Triple-A, les  Bisons de Buffalo.

## Calendrier
Le calendrier diffère grandement du calendrier initial de 162 matchs. Afin de réduire les déplacements, chaque équipe ne jouera que neuf adversaires pendant la saison régulière au lieu de 19 ou 20 habituellement. Les équipes doivent jouer 10 matchs contre chacun de leurs quatre adversaires de division. Les 20 matchs restants du calendrier sont des matchs "inter-ligues". Pour réduire les déplacements, les matchs inter-ligues sont AL Est contre NL Est, AL Central contre NL Central et AL West contre NL West. Avec 60 matchs, c'est la saison régulière la plus courte depuis 1878.
Plusieurs matchs étaient initialement prévus dans plusieurs pays du monde mais ont été annulés en raison de la COVID-19. 
- Le 19 mars 2020, les matchs prévus à Mexico et Porto Rico ont été annulés. Le premier devait se voir affronter les Padres de San Diego contre les Diamondbacks de l'Arizona à l'Estadio Alfredo Harp Helú de Mexico et le second les Mets de New York contre les Marlins de Miami à l'Estadio Hiram Bithorn de San Juan.
- Le 1er avril 2020, la MLB annule le match de Londres, qui devait se voir affronter les Cubs de Chicago contre les Cardinals de Saint-Louis au Stade olympique de Londres.

### Déroulement de la saison à 60 matchs
La saison a commencé le 23 juillet 2020, avec deux matchs : les Yankees de New York face aux Nationals de Washington et les Giants de San Francisco face aux Dodgers de Los Angeles. Les 26 équipes restantes ont démarré leur saison le 24 juillet 2020.
Le 23 juillet 2020, la MLB et la MLBPA (Syndicat des joueurs) ont annoncé que les séries éliminatoires seraient un tournoi éliminatoire élargi à 16 équipes pour 2020 uniquement, au lieu de 10 équipes. Toutes les équipes classées aux premières et deuxièmes places des six divisions se qualifieront pour les éliminatoires. Les deux dernières places de chaque ligue iront aux équipes restantes avec les meilleurs ratio victoires/défaites. Les vainqueurs de division seront classés (1-3), les seconds de division (4-6)  et les meilleures équipes restantes (7-8). En cas d'égalité, la différence départagera les équipes  dans leur face à face dans un premier temps, leur bilan intra-ligue dans un second temps et leur bilan de leur  20 derniers matchs intra-ligue dans un dernier temps afin de ne pas jouer de matchs supplémentaires pour se départager. Le premier tour éliminatoire, appelé Séries de meilleurs deuxièmes, se dérouleront au meilleur de trois matchs. Tous les matchs seront joués au domicile de l'équipe la mieux classée. Après cela, les séries éliminatoires suivront le schéma habituel de Séries de divisions au meilleur de cinq matchs, de Séries de championnat au meilleur de sept matchs, et d'une Série mondiale au meilleur de sept matchs.

## Classements
Légende :
- Qualifié pour les séries éliminatoires

Source : Classement
| AL Est                   | V  | D  | Moy.  | MR | Dom.  | Ext.  |
| ------------------------ | -- | -- | ----- | -- | ----- | ----- |
| (1) Rays de Tampa Bay    | 40 | 20 | 0.667 | —  | 20–9  | 20–11 |
| (5) Yankees de New York  | 33 | 27 | 0.550 | 7  | 22–9  | 11–18 |
| (8) Blue Jays de Toronto | 32 | 28 | 0.533 | 8  | 17–9  | 15–19 |
| Orioles de Baltimore     | 25 | 35 | 0.417 | 15 | 13–20 | 12–15 |
| Red Sox de Boston        | 24 | 36 | 0.400 | 16 | 11–20 | 13–16 |

| AL Centrale              | V  | D  | Moy.  | MR | Dom.  | Ext.  |
| ------------------------ | -- | -- | ----- | -- | ----- | ----- |
| (3) Twins du Minnesota   | 36 | 24 | 0.600 | —  | 24–7  | 12–17 |
| (4) Indians de Cleveland | 35 | 25 | 0.583 | 1  | 18–12 | 17–13 |
| (7) White Sox de Chicago | 35 | 25 | 0.583 | 1  | 18–12 | 17–13 |
| Royals de Kansas City    | 26 | 34 | 0.433 | 10 | 15–15 | 11–19 |
| Tigers de Détroit        | 23 | 35 | 0.397 | 12 | 12–15 | 11–20 |

| AL Ouest                | V  | D  | Moy.  | MR | Dom.  | Ext.  |
| ----------------------- | -- | -- | ----- | -- | ----- | ----- |
| (2) Athletics d'Oakland | 36 | 24 | 0.600 | —  | 22–10 | 14–14 |
| (6) Astros de Houston   | 29 | 31 | 0.483 | 7  | 20–9  | 9–22  |
| Mariners de Seattle     | 27 | 33 | 0.450 | 9  | 14–10 | 13–23 |
| Angels de Los Angeles   | 26 | 34 | 0.433 | 10 | 16–15 | 10–19 |
| Rangers du Texas        | 22 | 38 | 0.367 | 14 | 16–14 | 6–24  |

| NL Est                   | V  | D  | Moy.  | MR | Dom.  | Ext.  |
| ------------------------ | -- | -- | ----- | -- | ----- | ----- |
| (2) Braves d'Atlanta     | 35 | 25 | 0.583 | —  | 19–11 | 16–14 |
| (6) Marlins de Miami     | 31 | 29 | 0.517 | 4  | 11–15 | 20–14 |
| Phillies de Philadelphie | 28 | 32 | 0.467 | 7  | 19–13 | 9–19  |
| Nationals de Washington  | 26 | 34 | 0.433 | 9  | 15–18 | 11–16 |
| Mets de New York         | 26 | 34 | 0.433 | 9  | 12–17 | 14–17 |

| NL Centrale                  | V  | D  | Moy.  | MR | Dom.  | Ext.  |
| ---------------------------- | -- | -- | ----- | -- | ----- | ----- |
| (3) Cubs de Chicago          | 34 | 26 | 0.567 | —  | 19–14 | 15–12 |
| (5) Cardinals de Saint-Louis | 30 | 28 | 0.517 | 3  | 14–13 | 16–15 |
| (7) Reds de Cincinnati       | 31 | 29 | 0.517 | 3  | 16–13 | 15–16 |
| (8) Brewers de Milwaukee     | 29 | 31 | 0.483 | 5  | 15–14 | 14–17 |
| Pirates de Pittsburgh        | 19 | 41 | 0.317 | 15 | 13–19 | 6–22  |

| NL Ouest                   | V  | D  | Moy.  | MR | Dom.  | Ext.  |
| -------------------------- | -- | -- | ----- | -- | ----- | ----- |
| (1) Dodgers de Los Angeles | 43 | 17 | 0.717 | —  | 21–9  | 22–8  |
| (4) Padres de San Diego    | 37 | 23 | 0.617 | 6  | 21–11 | 16–12 |
| Giants de San Francisco    | 29 | 31 | 0.483 | 14 | 19–14 | 10–17 |
| Rockies du Colorado        | 26 | 34 | 0.433 | 17 | 12–18 | 14–16 |
| Diamondbacks de l'Arizona  | 25 | 35 | 0.417 | 18 | 16–14 | 9–21  |

## Séries éliminatoires

### Tableau
|  | Séries de Wild Card | Séries de Wild Card      | Séries de Wild Card | Séries de Wild Card    |     |                        | Séries de divisions | Séries de divisions | Séries de divisions | Séries de divisions |  |  | Série de championnat | Série de championnat | Série de championnat | Série de championnat |  |  | Série mondiale | Série mondiale | Série mondiale | Série mondiale |
|  |                     |                          |                     |                        |     |                        |                     |                     |                     |                     |  |  |                      |                      |                      |                      |  |  |                |                |                |                |
|  |                     |                          |                     |                        |     |                        |                     |                     |                     |                     |  |  |                      |                      |                      |                      |  |  |                |                |                |                |
|  | 1                   | Rays de Tampa Bay        | 2                   | 2                      |     |                        |                     |                     |                     |                     |  |  |                      |                      |                      |                      |  |  |                |                |                |                |
|  | 1                   | Rays de Tampa Bay        | 2                   | 2                      |     |                        |                     |                     |                     |                     |  |  |                      |                      |                      |                      |  |  |                |                |                |                |
|  | 8                   | Blue Jays de Toronto     | 0                   | 0                      |     |                        |                     |                     |                     |                     |  |  |                      |                      |                      |                      |  |  |                |                |                |                |
|  | 8                   | Blue Jays de Toronto     | 0                   | 0                      | 1   | Rays de Tampa Bay      | 3                   | 3                   |                     |                     |  |  |                      |                      |                      |                      |  |  |                |                |                |                |
|  |                     |                          |                     |                        | 1   | Rays de Tampa Bay      | 3                   | 3                   |                     |                     |  |  |                      |                      |                      |                      |  |  |                |                |                |                |
|  |                     |                          | 5                   | Yankees de New York    | 2   | 2                      |                     |                     |                     |                     |  |  |                      |                      |                      |                      |  |  |                |                |                |                |
|  | 4                   | Indians de Cleveland     | 5                   | Yankees de New York    | 2   | 2                      | 0                   | 0                   |                     |                     |  |  |                      |                      |                      |                      |  |  |                |                |                |                |
|  | 4                   | Indians de Cleveland     |                     |                        |     |                        |                     | 0                   |                     |                     |  |  |                      |                      |                      |                      |  |  |                |                |                |                |
|  | 5                   | Yankees de New York      | 2                   | 2                      |     |                        |                     |                     |                     |                     |  |  |                      |                      |                      |                      |  |  |                |                |                |                |
|  | 5                   | Yankees de New York      | 2                   | 2                      | 1   | Rays de Tampa Bay      | 4                   | 4                   |                     |                     |  |  |                      |                      |                      |                      |  |  |                |                |                |                |
|  |                     |                          |                     |                        | 1   | Rays de Tampa Bay      | 4                   | 4                   |                     |                     |  |  |                      |                      |                      |                      |  |  |                |                |                |                |
|  |                     |                          | 6                   | Astros de Houston      | 3   | 3                      |                     |                     |                     |                     |  |  |                      |                      |                      |                      |  |  |                |                |                |                |
|  | 3                   | Twins du Minnesota       | 6                   | Astros de Houston      | 3   | 3                      | 0                   | 0                   |                     |                     |  |  |                      |                      |                      |                      |  |  |                |                |                |                |
|  | 3                   | Twins du Minnesota       |                     |                        |     |                        |                     | 0                   |                     |                     |  |  |                      |                      |                      |                      |  |  |                |                |                |                |
|  | 6                   | Astros de Houston        | 2                   | 2                      |     |                        |                     |                     |                     |                     |  |  |                      |                      |                      |                      |  |  |                |                |                |                |
|  | 6                   | Astros de Houston        | 2                   | 2                      | 6   | Astros de Houston      | 3                   | 3                   |                     |                     |  |  |                      |                      |                      |                      |  |  |                |                |                |                |
|  |                     |                          |                     |                        | 6   | Astros de Houston      | 3                   | 3                   |                     |                     |  |  |                      |                      |                      |                      |  |  |                |                |                |                |
|  |                     |                          | 2                   | Athletics d'Oakland    | 1   | 1                      |                     |                     |                     |                     |  |  |                      |                      |                      |                      |  |  |                |                |                |                |
|  | 2                   | Athletics d'Oakland      | 2                   | Athletics d'Oakland    | 1   | 1                      | 2                   | 2                   |                     |                     |  |  |                      |                      |                      |                      |  |  |                |                |                |                |
|  | 2                   | Athletics d'Oakland      |                     |                        |     |                        |                     | 2                   |                     |                     |  |  |                      |                      |                      |                      |  |  |                |                |                |                |
|  | 7                   | White Sox de Chicago     | 1                   | 1                      |     |                        |                     |                     |                     |                     |  |  |                      |                      |                      |                      |  |  |                |                |                |                |
|  | 7                   | White Sox de Chicago     | 1                   | 1                      | AL1 | Rays de Tampa Bay      | 2                   | 2                   |                     |                     |  |  |                      |                      |                      |                      |  |  |                |                |                |                |
|  |                     |                          |                     |                        | AL1 | Rays de Tampa Bay      | 2                   | 2                   |                     |                     |  |  |                      |                      |                      |                      |  |  |                |                |                |                |
|  |                     |                          | NL1                 | Dodgers de Los Angeles | 4   | 4                      |                     |                     |                     |                     |  |  |                      |                      |                      |                      |  |  |                |                |                |                |
|  | 1                   | Dodgers de Los Angeles   | NL1                 | Dodgers de Los Angeles | 4   | 4                      | 2                   | 2                   |                     |                     |  |  |                      |                      |                      |                      |  |  |                |                |                |                |
|  | 1                   | Dodgers de Los Angeles   |                     |                        |     |                        |                     | 2                   |                     |                     |  |  |                      |                      |                      |                      |  |  |                |                |                |                |
|  | 8                   | Brewers de Milwaukee     | 0                   | 0                      |     |                        |                     |                     |                     |                     |  |  |                      |                      |                      |                      |  |  |                |                |                |                |
|  | 8                   | Brewers de Milwaukee     | 0                   | 0                      | 1   | Dodgers de Los Angeles | 3                   | 3                   |                     |                     |  |  |                      |                      |                      |                      |  |  |                |                |                |                |
|  |                     |                          |                     |                        | 1   | Dodgers de Los Angeles | 3                   | 3                   |                     |                     |  |  |                      |                      |                      |                      |  |  |                |                |                |                |
|  |                     |                          | 4                   | Padres de San Diego    | 0   | 0                      |                     |                     |                     |                     |  |  |                      |                      |                      |                      |  |  |                |                |                |                |
|  | 4                   | Padres de San Diego      | 4                   | Padres de San Diego    | 0   | 0                      | 2                   | 2                   |                     |                     |  |  |                      |                      |                      |                      |  |  |                |                |                |                |
|  | 4                   | Padres de San Diego      |                     |                        |     |                        |                     | 2                   |                     |                     |  |  |                      |                      |                      |                      |  |  |                |                |                |                |
|  | 5                   | Cardinals de Saint-Louis | 1                   | 1                      |     |                        |                     |                     |                     |                     |  |  |                      |                      |                      |                      |  |  |                |                |                |                |
|  | 5                   | Cardinals de Saint-Louis | 1                   | 1                      | 1   | Dodgers de Los Angeles | 4                   | 4                   |                     |                     |  |  |                      |                      |                      |                      |  |  |                |                |                |                |
|  |                     |                          |                     |                        | 1   | Dodgers de Los Angeles | 4                   | 4                   |                     |                     |  |  |                      |                      |                      |                      |  |  |                |                |                |                |
|  |                     |                          | 2                   | Braves d'Atlanta       | 3   | 3                      |                     |                     |                     |                     |  |  |                      |                      |                      |                      |  |  |                |                |                |                |
|  | 3                   | Cubs de Chicago          | 2                   | Braves d'Atlanta       | 3   | 3                      | 0                   | 0                   |                     |                     |  |  |                      |                      |                      |                      |  |  |                |                |                |                |
|  | 3                   | Cubs de Chicago          |                     |                        |     |                        |                     | 0                   |                     |                     |  |  |                      |                      |                      |                      |  |  |                |                |                |                |
|  | 6                   | Marlins de Miami         | 2                   | 2                      |     |                        |                     |                     |                     |                     |  |  |                      |                      |                      |                      |  |  |                |                |                |                |
|  | 6                   | Marlins de Miami         | 2                   | 2                      | 6   | Marlins de Miami       | 0                   | 0                   |                     |                     |  |  |                      |                      |                      |                      |  |  |                |                |                |                |
|  |                     |                          |                     |                        | 6   | Marlins de Miami       | 0                   | 0                   |                     |                     |  |  |                      |                      |                      |                      |  |  |                |                |                |                |
|  |                     |                          | 2                   | Braves d'Atlanta       | 3   | 3                      |                     |                     |                     |                     |  |  |                      |                      |                      |                      |  |  |                |                |                |                |
|  | 2                   | Braves d'Atlanta         | 2                   | Braves d'Atlanta       | 3   | 3                      | 2                   | 2                   |                     |                     |  |  |                      |                      |                      |                      |  |  |                |                |                |                |
|  | 2                   | Braves d'Atlanta         |                     |                        |     |                        |                     | 2                   |                     |                     |  |  |                      |                      |                      |                      |  |  |                |                |                |                |
|  | 7                   | Reds de Cincinnati       | 0                   | 0                      |     |                        |                     |                     |                     |                     |  |  |                      |                      |                      |                      |  |  |                |                |                |                |
|  | 7                   | Reds de Cincinnati       | 0                   | 0                      |     |                        |                     |                     |                     |                     |  |  |                      |                      |                      |                      |  |  |                |                |                |                |
|  |                     |                          |                     |                        |     |                        |                     |                     |                     |                     |  |  |                      |                      |                      |                      |  |  |                |                |                |                |

## Récompenses mensuelles
| Mois         | Ligue américaine | Ligue nationale    |
| ------------ | ---------------- | ------------------ |
| Juillet/Août | José Abreu       | Fernando Tatís Jr. |
| Septembre    | José Ramírez     | Freddie Freeman    |

| Mois         | Ligue américaine | Ligue nationale |
| ------------ | ---------------- | --------------- |
| Juillet/Août | Shane Bieber     | Yu Darvish      |
| Septembre    | Chris Bassitt    | Trevor Bauer    |

| Mois         | Ligue américaine | Ligue nationale  |
| ------------ | ---------------- | ---------------- |
| Juillet/Août | Luis Robert      | Jake Cronenworth |
| Septembre    | Jared Walsh      | Ke'Bryan Hayes   |

## Transactions

### Directeurs généraux

#### Pré-saison
| Équipe                | Directeur général partant | Motif du départ | Directeur général arrivant |
| --------------------- | ------------------------- | --------------- | -------------------------- |
| Red Sox de Boston     | Dave Dombrowski           | Licencié        | Brian O'Halloran           |
| Pirates de Pittsburgh | Neal Huntington           | Licencié        | Ben Cherington             |
| Astros de Houston     | Jeff Luhnow               | Licencié        | James Click                |

### Entraîneurs

#### Pré-saison
| Équipe                   | Entraîneur partant    | Motif du départ                                            | Entraîneur arrivant   |
| ------------------------ | --------------------- | ---------------------------------------------------------- | --------------------- |
| Padres de San Diego      | Andy Green            | Licencié                                                   | Rod Barajas (intérim) |
| Padres de San Diego      | Rod Barajas (intérim) | Fin d'intérim                                              | Jayce Tingler         |
| Giants de San Francisco  | Bruce Bochy           | Retraite                                                   | Gabe Kapler           |
| Royals de Kansas City    | Ned Yost              | Retraite                                                   | Mike Matheny          |
| Cubs de Chicago          | Joe Maddon            | Contrat non renouvelé                                      | David Ross            |
| Pirates de Pittsburgh    | Clint Hurdle          | Licencié                                                   | Derek Shelton         |
| Angels de Los Angeles    | Brad Ausmus           | Licencié                                                   | Joe Maddon            |
| Mets de New York         | Mickey Callaway       | Licencié                                                   | Carlos Beltrán        |
| Mets de New York         | Carlos Beltrán        | Licencié, scandale du vol de signaux des Astros de Houston | Luis Rojas            |
| Phillies de Philadelphie | Gabe Kapler           | Licencié                                                   | Joe Girardi           |
| Astros de Houston        | A. J. Hinch           | Licencié, scandale du vol de signaux des Astros de Houston | Dusty Baker           |
| Red Sox de Boston        | Alex Cora             | Licencié, scandale du vol de signaux des Astros de Houston | Ron Roenicke          |